# Wasserturm (Garching bei München)

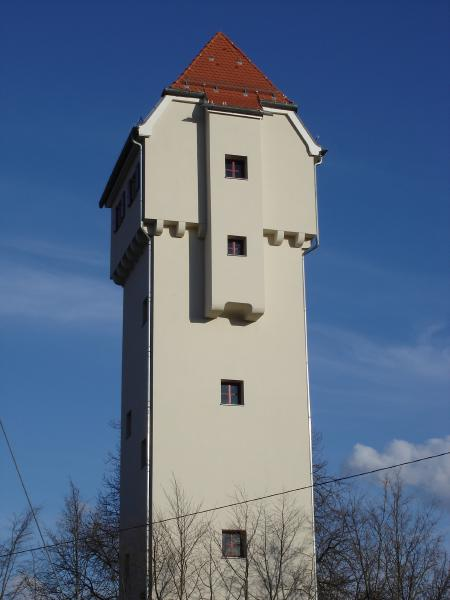
Wasserturm in Garching

Der Wasserturm in Garching bei München, einer Stadt im oberbayerischen Landkreis München, wurde 1912 errichtet. Der Wasserturm an der Münchener Straße 52 ist ein geschütztes Baudenkmal. 
Der Turm wurde durch die Münchener Firma Philipp Holzmann über einem rechteckigen Grundriss errichtet. Der Turmaufsatz ist in der Form eines spätmittelalterlichen Stadtbefestigungsturms ausgeführt.